# 716-й ближнебомбардировочный авиационный полк
716-й ближнебомбардировочный авиационный Киркенесский полк — воинская часть вооружённых СССР в Великой Отечественной войне. Полк также может называться 716-й лёгкий бомбардировочный полк, 716-й ночной бомбардировочный полк, 716-й полк ночных бомбардировщиков и т. п.

## История
Сформирован в Иванове зимой 1941-1942 годов на базе ивановского, кинешемского и вичугского аэроклубов. В составе действующей армии с 09.04.1942 по 14.11.1944. (По некоторым сведениям боевую деятельность начал раньше, так по воспоминаниям ветерана полка Васильева А. В., первый боевой вылет он совершил 04.03.1942.
На вооружении полка состояли самолёты У-2. Весной 1942 года перелетел на аэродром Яровщина в тридцати километрах южнее города Лодейное Поле. Вёл боевые действия на рубеже реки Свирь, проводя ночные бомбардировки позиций финских войск. Привлекался к эвакуации раненых, а также к связной службе. Участвовал в Свирско-Петрозаводской операции и Петсамо-Киркенесской операции, отличился при взятии Киркенеса, после чего в боях не участвовал.

## Подчинение
| Дата            | Фронт (округ)    | Армия               | Дивизия                             |
| --------------- | ---------------- | ------------------- | ----------------------------------- |
| 01.05.1942 года | -                | 7-я отдельная армия | -                                   |
| 01.06.1942 года | -                | 7-я отдельная армия | -                                   |
| 01.07.1942 года | -                | 7-я отдельная армия | -                                   |
| 01.08.1942 года | -                | 7-я отдельная армия | -                                   |
| 01.09.1942 года | -                | 7-я отдельная армия | -                                   |
| 01.10.1942 года | -                | 7-я отдельная армия | -                                   |
| 01.11.1942 года | -                | 7-я отдельная армия | -                                   |
| 01.12.1942 года | -                | 7-я отдельная армия | -                                   |
| 01.01.1943 года | -                | 7-я отдельная армия | -                                   |
| 01.02.1943 года | -                | 7-я отдельная армия | -                                   |
| 01.03.1943 года | -                | 7-я отдельная армия | 257-я смешанная авиационная дивизия |
| 01.04.1943 года | -                | 7-я отдельная армия | 257-я смешанная авиационная дивизия |
| 01.05.1943 года | -                | 7-я отдельная армия | 257-я смешанная авиационная дивизия |
| 01.06.1943 года | -                | 7-я отдельная армия | 257-я смешанная авиационная дивизия |
| 01.07.1943 года | -                | 7-я отдельная армия | 257-я смешанная авиационная дивизия |
| 01.08.1943 года | -                | 7-я отдельная армия | 257-я смешанная авиационная дивизия |
| 01.09.1943 года | -                | 7-я отдельная армия | 257-я смешанная авиационная дивизия |
| 01.10.1943 года | -                | 7-я отдельная армия | 257-я смешанная авиационная дивизия |
| 01.11.1943 года | -                | 7-я отдельная армия | 257-я смешанная авиационная дивизия |
| 01.12.1943 года | -                | 7-я отдельная армия | 257-я смешанная авиационная дивизия |
| 01.01.1944 года | -                | 7-я отдельная армия | 257-я смешанная авиационная дивизия |
| 01.02.1944 года | -                | 7-я отдельная армия | 257-я смешанная авиационная дивизия |
| 01.03.1944 года | Карельский фронт | 7-я отдельная армия | 257-я смешанная авиационная дивизия |
| 01.04.1944 года | Карельский фронт | 7-я отдельная армия | 257-я смешанная авиационная дивизия |
| 01.05.1944 года | Карельский фронт | 7-я отдельная армия | 257-я смешанная авиационная дивизия |
| 01.06.1944 года | Карельский фронт | 7-я отдельная армия | 257-я смешанная авиационная дивизия |
| 01.07.1944 года | Карельский фронт | 7-я отдельная армия | 257-я смешанная авиационная дивизия |
| 01.08.1944 года | Карельский фронт | 7-я отдельная армия | 257-я смешанная авиационная дивизия |
| 01.09.1944 года | Карельский фронт | 7-я отдельная армия | 257-я смешанная авиационная дивизия |
| 01.10.1944 года | Карельский фронт | 7-я отдельная армия | 257-я смешанная авиационная дивизия |
| 01.11.1944 года | Карельский фронт | 7-я отдельная армия | 257-я смешанная авиационная дивизия |

## Командиры
- майор, подполковник Пащин Иван Савельевич
- Девяткин Василий Васильевич (1910-1974) - звание капитан

## Управление полка
Заместитель командира полка по политической части:
- майор, подполковник Милкин Андрей Феоктистович

Заместитель командира полка по лётной части:
- майор Кальченко Иван Филиппович

Заместитель командира полка по воздушно-стрелковой службе:
- майор Леонов Константин Титович

Штурман полка:
- лейтенант, капитан Мироновский Виктор Адольфович

Начальник химической службы полка:
- старший лейтенант Душин Геннадий Иванович

Начальник отделения строевого и кадров:
- старший лейтенант Разумов Александр Николаевич

## Штаб полка
Начальник штаба:
- майор Дузанов Андрей Семёнович (с июня 1943 г.)